# Lobelia goldmanii
Lobelia goldmanii är en klockväxtart som först beskrevs av Merritt Lyndon Fernald, och fick sitt nu gällande namn av Tina J. Ayers. Lobelia goldmanii ingår i släktet lobelior, och familjen klockväxter. Inga underarter finns listade i Catalogue of Life.